# Monnaie d'occupation
Pour les articles homonymes, voir Monnaie (homonymie).
On appelle monnaie d'occupation une monnaie (devise) émise par un État dans les territoires d'un autre État occupés par le premier. Les monnaies de ce type sont généralement émises en temps de guerre ou dans une période d'après-guerre lors de la libération de territoires alliés.

## Liste de monnaies d'occupation

### Seconde Guerre mondiale

#### Territoire occupés par le Reich allemand
- la kuna, dans l'État indépendant de Croatie
- le dinar, du Territoire du commandant militaire en Serbie (1941-1944)

#### Territoires occupés ou annexés par l'empire du Japon
- le yen taïwanais (圓?), à Formose (Taïwan) de 1895 à 1946, durant l'occupation japonaise ;
- le yen coréen, de 1910 à 1945, pendant la colonisation japonaise de la Corée ;
- la monnaie d'invasion japonaise, de 1942 à 1945, pour les territoires occupés (Philippines par exemple).

#### Territoires libérés et occupés par l'Union soviétique
- reichsmarks, en Autriche (1945)
- pengő de l'Armée rouge, en Hongrie (1944)
- yuan, en Mandchourie
- couronnes, en Tchécoslovaquie
- won, en Corée (du Nord)
- zlotys, en Pologne
- lei, en Roumanie

#### Territoires libérés et occupés par les Alliés occidentaux et en particulier les États-Unis
Il s'agit des « Allied Military Currencies (en) » (unités monétaires militaires alliées) que le gouvernement militaire allié des territoires occupés (AMGOT) a mis ou essayé de mettre en place dans les territoires libérés :
- l'AM-mark (en) (unité monétaire militaire alliée allemande) en Allemagne occidentale occupée
- l'AM-schilling (unité monétaire militaire alliée autrichienne) ou schilling des forces alliées en Autriche occupée
- l'AM-franc (unité monétaire militaire alliée française), dit « billet drapeau », en France, considéré comme fausse monnaie par le général de Gaulle qui avait rapidement repris le contrôle du territoire (cf. les billets du Trésor des Forces françaises)
- l'AM-lire (en) (unité monétaire militaire alliée italienne) en Italie et dans le Territoire libre de Trieste
- les AM-yen (Yen A et Yen B (en)) (unités monétaires militaires alliées japonaises) au Japon